# April Ross
April Ross (ur. 20 czerwca 1982 w Costa Mesa) – amerykańska siatkarka plażowa. Wicemistrzyni olimpijska z Londynu.